# Strömungssicherung

Strömungssicherung. Statt der einzelnen Blechschürze in der oberen Reihe werden häufig zwei oder drei nach oben offene Halbschalen eingesetzt, die versetzt im Abgasstrom angeordnet werden befinden und bewirken, dass die Luft im Falle eines Rückstroms aus der Abgasanlage seitlich abgelenkt wird und nicht von oben auf die Flamme trifft.

Strömungssicherung (kurz StröSi) bezeichnet Nebenluftvorrichtungen von raumluftabhängigen Gasfeuerstätten mit atmosphärischen Gasbrennern, die sich im Gasgerät unmittelbar unterhalb des Anschlussstutzens zur Abgasleitung befinden.
Die Technische Regel für Gasinstallationen (TRGI) schreibt Strömungssicherungen bei Gasgeräten der Art B1 und B4 vor.
Die Strömungssicherung stellt eine geregelte Verbrennung auch dann sicher, wenn die Abgasleitung blockiert ist, ein zu großer Schornsteinauftrieb herrscht oder die Luftsäule im Abgasrohr aufgrund von starkem Wind oder umgekehrtem Kamineffekt sogar in das Gerät zurück gedrückt wird. Die Strömungssicherung lässt das Abgas in diesen Fällen entweder frei in den Aufstellraum strömen oder erlaubt, dass unmittelbar aus der Umgebung zusätzliche Luft nachströmt, die nicht durch den Brennraum geführt wird.
Ein Abgasaustritt kommt in der Regel vor allem beim Aufheizen (Anfahren) der Anlage vor, wenn der Schornstein noch nicht ausreichend erwärmt ist, um einen Auftrieb zu erzeugen. Feststellen lassen sich geringe Mengen austretenden Abgases durch einen abgekühlten Spiegel (Tauspiegel), auf dem sich Wasserdampf niederschlägt, wenn er vom Abgas bestrichen wird. Vor der Prüfung sollten die Räume durchlüftet werden. Dann sind Fenster und Türen zu schließen. Gegebenenfalls am gleichen Zug angeschlossene Gasgeräte sollen während der Prüfung ebenfalls in Betrieb genommen werden.
Durch die freie Luftströmung zwischen Aufstellraum und Schornstein wird die Abgasanlage ständig durchlüftet und das Gasgerät kühlt bei Stillstand weniger aus, was vor allem bei Gaskesseln mit größerem Wasserinhalt von Vorteil ist. Eine Auskühlung des Aufstellraums und Gasgeräts kann unter Umständen zusätzlich durch eine thermisch gesteuerte Abgasklappe (Zugunterbrecher) reduziert werden.
Die Strömungssicherung wird in wandhängenden Kesseln und Thermen anders ausgeführt, als in Standkesseln. In Thermen besteht sie aus einem Prallblech oder aus Blechschürzen zur Umlenkung einer eventuellen Rückströmung sowie seitlichen Öffnungen zum Aufstellraum. An bodenstehenden Heizkesseln ist das senkrechte Abgasrohr nach unten hin zum Aufstellraum offen.

## Zusätzliche Sicherheitseinrichtungen
Um den Abgasaustritt ausreichend zu verdünnen, ist das Schutzziel 1 vorgeschrieben.
Wenn der Aufstellraum ein Aufenthaltsraum ist und keine Verbrennungsluftöffnungen ins Freie hat, muss eine Abgasüberwachungseinrichtung (AÜE; kurz auch Abgaswächter) vorhanden sein muss, die bei Abgasaustritt nach ca. 2 Minuten die Gaszufuhr zur Feuerstätte abschaltet.
Neben thermischen AÜE mit dem Zusatzkennzeichen „BS“ (blocked safety) werden inzwischen auch atmosphärische AÜE „AS“ (atmosphere sensity) verwendet, die nicht auf Erwärmung, sondern den CO2-Gehalt der Verbrennungsluft reagieren.

## Probleme
Wenn Bleche an Strömungssicherung oder Abgasanlage durchgerostet sind, können die Abgase ungehindert austreten, ohne dass der Abgaswächter reagiert. (Ausreichend starke) Bleche aus Aluminium oder Edelstahl sind weniger von Korrosion betroffen.
Starke Verschmutzung kann verhindern, dass der Abgaswächter reagiert. Starke Staub- und Fettablagerungen kommen insbesondere bei Etagenheizungen und Durchlaufwasserheizern vor, die in der Küche aufgestellt sind.
Wenn sich die Raumluft durch Abgasaustritt mit Kohlendioxid (CO2) anreichert, kommt es bald darauf zu einer unvollkommenen Verbrennung mit Entstehung von Kohlenmonoxid (CO).

## Richtlinien
- DVGW-Arbeitsblatt G600
- Muster-Feuerungsverordnung
- Technische Regel für Gasinstallationen (TRGI) 2018